# チュオタン
チュオタン（朝: 추어탕、鰍魚湯）は、朝鮮料理のひとつ。ドジョウを入れてピリッと辛く煮たスープである。ドジョウをじっくり煮込んで漉したものを白菜、モヤシ、ゼンマイ、ネギ等を入れて味噌、コチュジャン、山椒の粉で味付けして煮る。
江原道地方ではドジョウよりヒメドジョウで作ったチュオタンをより高級としている。

## 歴史
最初の記録は1123年、睿宗の弔意のため高麗を訪問した北宋の使臣徐兢が記した『高麗図経』第二十三巻雑俗二の「漁」の部分に、次のような句節が現れる。
しかしこれはドジョウを食べたという記録であるだけであり、チュオタンという料理が登場したという記録はない。
1850年、実学者の李圭景が作成した『五洲衍文長箋散稿』には、《鰍豆腐湯》に関する内容が記されている。それは以下のようなものである。
これはいわゆる「どじょう豆腐」の作り方である。
一方、日本統治時代の1924年に初版が出版され、以後何度も改訂版が出版された『増補朝鮮無双新式料理法』には「鰍魚湯」として以下のレシピが記されている。
具にもつが含まれるなど、現在のもつ鍋のような内容である。